# Kokoona zeylanica
Kokoona zeylanica är en benvedsväxtart som beskrevs av Thw. Kokoona zeylanica ingår i släktet Kokoona och familjen Celastraceae. Inga underarter finns listade.